# 中村城 (下野国)
中村城（なかむらじょう）は、栃木県真岡市にあった日本の城。鎌倉、室町期の中村氏の居館。県指定史跡。現在は真言宗智山派の如意山寶珠院遍照寺の境内。
この境内には、伊達騒動を題材にしたNHK大河ドラマ「樅ノ木は残った」（吉永小百合、平幹二朗等出演）のモデルになった古木がある。

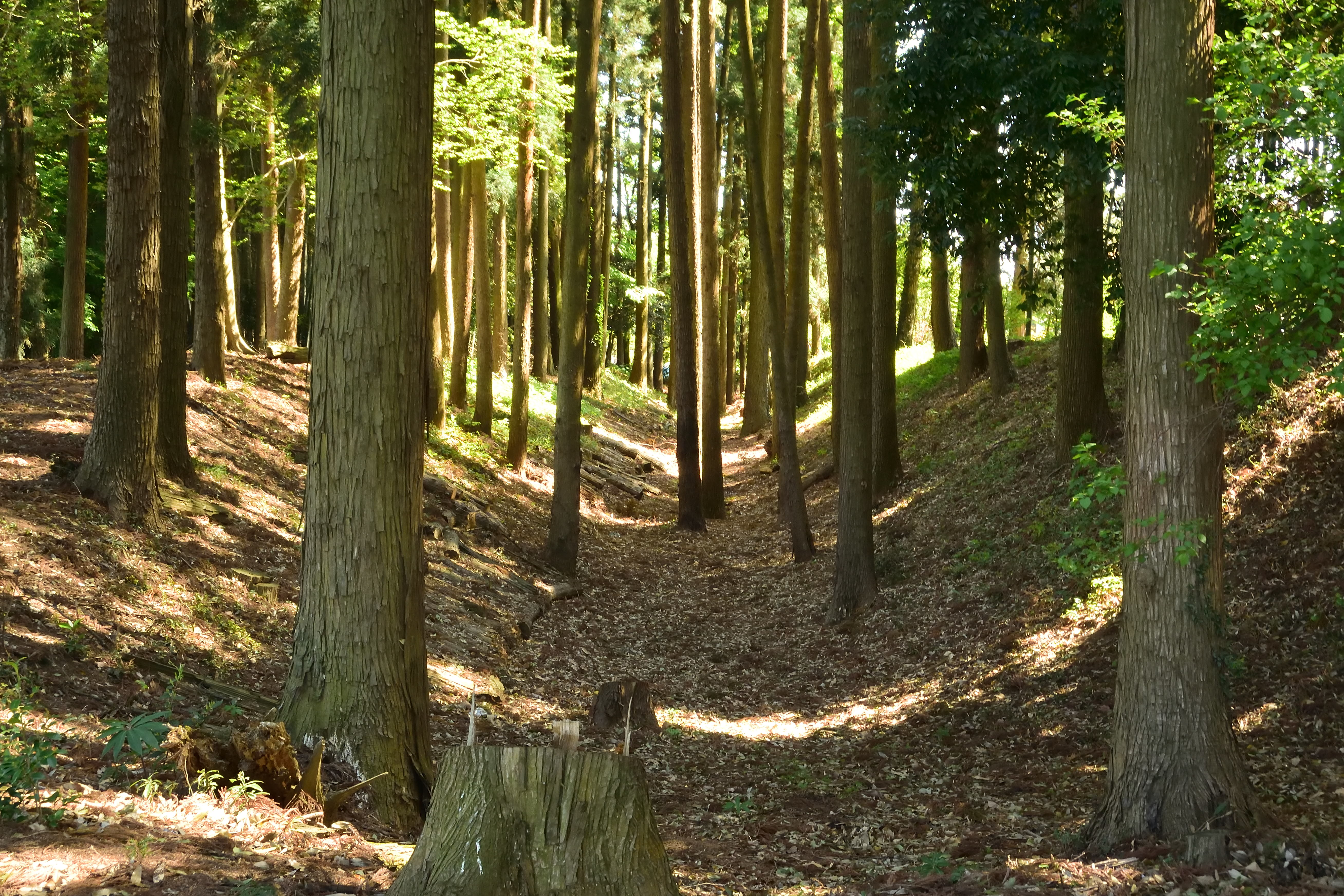
栃木県指定文化財・中村城空堀

## 概要
東西415メートル、南北455メートルのほぼ方形の地が城域とされ、周囲に幅8メートル、深さ5,6メートルの空堀がめぐらされた大規模な中世領主の城館跡である。奥州伊達氏の祖である藤原朝宗は1156年（保元元年）は藤原氏本家の荘園でもあった中村荘に住み、中村八幡宮の南東に館を築いて中村荘を管理し、中村太郎と呼ばれたとされている。

## 史実に基づく沿革
「長沼文書」の建武2年（1335年）4月10日付け後醍醐天皇の綸旨の中に「中村庄地頭小栗掃部助重貞」とある。元弘3年（1333年）5月9日に六波羅探題北条仲時が自害したとき、伊佐治部丞等も自害している（『太平記』）ので、このときと考えられる。
応安元年（1368年）には宇都宮氏綱が鎌倉に反対して敗れ、本領が3分の1になった（『鎌倉大日記』）とあり、このとき中村庄は結城領になった。そして、永享12年（1440年）の結城合戦の結果、再び宇都宮領になったと思われる。
天文13年（1544年）10月7日に水谷蟠龍斎正村によって中村日向入道玄角が攻落された（『中村沿革誌』）とする説がある。しかし、「水谷蟠龍記」には父の治持が玄角を討取ったとあり、「寛政重修諸家譜」の治持の譜文に、猿山の合戦後、中村十二郷が結城・水谷領になったとある。猿山合戦は大永6年（1526年）であるので、この年が廃城と考えられる。
同年、宇都宮尚綱は武田治部大輔信隆に中村城奪回のために水谷正村の本拠久下田城を攻めさせたが、城を奪い返すことはかなわず、中村領は水谷氏の領地となった。中村城はその後廃城になったが天正14年（1586年）に、水谷正村は宇都宮国綱の家臣今泉泰光の上三川城へ攻め込み敗退し、結城晴朝が、中村領の寺内、若旅、加倉、粕田、寺分、下大沼、上大沼、柳林、勝瓜、長田、伊勢崎、小橋、大和田、上下西金井、高間木、亀山を宇都宮領とする条件で和睦を申し出、旧領復帰を果たしている。

## 歴代城主
- 1代城主　藤原朝宗（中村常陸入道念西）
- 2代城主　伊達宗村[注 2]
- 3代城主　中村資綱（伊達三郎資綱）
- 4代城主　中村朝定（又左衛門尉朝定）
- （鎌倉時代後期～南北朝時代城主不在）伊勢神宮領小栗郷「小栗御厨」管理者・小栗重貞が管理
- 5代城主　中村経長（左衛門尉）
- 6代城主　中村家定（八幡太郎家貞）
- 7代城主　中村家朝（左衛門尉）
- 8代城主　中村家長（左衛門尉）
- 9代城主　中村綱長（左衛門尉）
- 10代城主　中村宗長（左衛門尉）
- 11代城主　中村行長（左衛門尉）
- 12代城主　中村為長（日向守）
- 13代城主　中村義長（日向守）
- 14代城主　中村玄角（日向守入道玄角）
- 15代城主　中村時長（日向守）

## 伊達氏発祥地伝承
中村城を築城したとされる藤原朝宗は保元の乱後に下野国芳賀郡中村荘に下向し中村八幡宮の南東に中村城を築いて中村荘を管理し中村太郎と称し後に入道して念西と称したとされ、源頼朝の挙兵に参戦しその恩賞として陸奥国伊達郡を賜り地頭となり伊達を名乗ったとされている。

## 周辺
- カヤの木
城内にあるカヤの木は、昭和29年（1954年）に県指定天然記念物となったイチイ科カヤ（雌木）である。樹齢約800年、樹高24メートル、根本周7メートル、胸高周6メートル。
文治5年（1189年）、奥州伊達家の祖・中村宗村が、源頼朝から奥州合戦の恩賞として与えられた伊達郡・信夫郡に赴く際に植樹したとする伝承がある。

- 中村八幡宮